# Лумарцо
Лумарцо (итал. Lumarzo) је насеље у Италији у округу Ђенова, региону Лигурија.
Према процени из 2011. у насељу је живело 422 становника. Насеље се налази на надморској висини од 357 м.

## Становништво
Према резултатима пописа становништва 2011. у општини је живело 1.594 становника.
| 1936. | 1951. | 1961. | 1971. | 1981. | 1991. | 2001. | 2011. |
| ----- | ----- | ----- | ----- | ----- | ----- | ----- | ----- |
| 2.669 | 2.047 | 1.526 | 1.441 | 1.418 | 1.509 | 1.495 | 1.594 |